# Chris Warren (basket-ball, 1988)
Pour les articles homonymes, voir Chris Warren (basket-ball, 1981).
Chris Warren, né le 22 octobre 1988 à Orlando en Floride, est un joueur américain de basket-ball. Il évolue au poste de meneur.

## Biographie
Meneur de petite taille (1,76 m), il est le deuxième meilleur marqueur de l'histoire des Rebels d'Ole Miss mais n'a jamais été drafté. Il a fait ses débuts professionnels en Australie avant de s'installer à la JSF Nanterre en Pro A. Avec le club nanterrien, il obtient le titre de champion de France, le premier de l'histoire de la JSF, seulement deux ans après son titre de champion de Pro B.
Après avoir participé à une saison exceptionnelle avec Nanterre, Chris Warren signe un contrat d'un an avec l'Uşak Sportif.
Le 8 août 2015, il signe en Grèce à l'AEK Athènes. En novembre 2015, il retourne en Turquie au Yeşilgiresun.
En août 2016, il revient à Nanterre. Avec le club francilien, il remporte deux nouveaux titres (Coupe de France et Coupe d'Europe FIBA). 
En juin 2017, Chris Warren retourne une nouvelle fois en Turquie en s'engageant avec le club turc récemment créé de Bahçeşehir Koleji. Cependant, il ne satisfait pas les tests médicaux et est donc remercié par le club turc avant le début de la saison. Un problème cardiaque est alors décelé. Nécessitant une intervention médicale, le meneur américain est éloigné des terrains pendant plusieurs mois.
Après une saison blanche, il rebondit en Allemagne au Eisbären Bremerhaven en 2018-2019 puis retrouve la Turquie en signant à OGM Ormanspor l'année suivante. Chris Warren retrouve la France et Nanterre en signant pour la saison 2019-2020 dans le club francilien.
Le 31 août 2021, il signe un contrat d'une saison à l'Orléans Loiret Basket.
À l'été 2022, Warren rejoint le Çağdaş Bodrum en deuxième division turque.

## Clubs successifs
- 2011-2012 :   Adelaide 36ers (NBL)
- 2012-2013 :   JSF Nanterre (Pro A)
- 2013-2015 :   Uşak Sportif (TBL)
- 2015-2016 :
  -  AEK Athènes (ESAKE)
  -  Yeşilgiresun Belediye (TBL)
- 2016-2017 :  Nanterre 92 (Pro A)
- 2017-2018 : sans club
- 2018-2019 :  Eisbären Bremerhaven (BBL)
- 2019-2020 :  OGM Ormanspor (TBL)
- 2020-2021 :  Nanterre 92 (Jeep Élite)
- 2021-2022 :  Orléans Loiret Basket (Betclic Élite)
- 2022-2023 :  Çağdaş Bodrum

## Palmarès
- Champion de Pro A en 2013 avec Nanterre.
- Vainqueur de la Coupe de France  2017 avec Nanterre.
- Vainqueur de la Coupe d'Europe FIBA 2016-2017 avec Nanterre.

## Distinctions personnelles
- MVP de la finale (match retour) de la Coupe d'Europe FIBA 2016-2017